# Pi Gao Movement
Pi Gao Movement est un label discographique américain d'electro, basé à Détroit, dans le Michigan.

## Histoire
Pi Gao est fondé par Ultradyne en 1999 ; son nom signifie « changement permanent ». En 2015, Ultradyne sort son EP Resurrection au label.

## Discographie notable
- PGM-001 - Ultradyne - Antartica (12")
- PGM-002 - Ultradyne - Futurist (12")
- PGM-003  - Tangible - Apparatus (12")
- PGM-004 - Ultradyne - Age Of Discontent (12")
- PGM-005 - Ultradyne - The Privilege of Sacrifice (12")
- PGM-006 - Vidrio - Glass Slavery (12")
- PGM-007 - Ultradyne - Wrath of the Almighty (12")
- PGM-CD001 - Ultradyne - Antartica (CD, album)